# Гиенко, Борис Фёдорович
Гиенко Борис Федорович (8 августа 1917 — 18 сентября 2000) — советский узбекский композитор, Заслуженный деятель искусств Узбекской ССР (1968). Народный артист Узбекской ССР (1988). Член Союза композиторов СССР.

## Биография
Родился 8 августа 1917 года во Владикавказе. В 1941 окончил Ташкентскую консерваторию по классу композиции Б. Б. Надеждина. С 1945 преподаватель композиции и теоретических предметов в Музыкальном училище им. Хамзы, с 1948 преподаватель Ташкентской консерватории по классу инструментовки и чтения партитур (на факультете узбекских народных инструментов). с 1963 преподаватель, с 1964 доцент по классу композиции. Заслуженный деятель искусств УзССР (1968).
За заслуги в области развития узбекского профессионального музыкального искусства Борис Федороович награждён орденами «Трудового Красного Знамени», «Знак Почёта» (18 марта 1959), медалями «За трудовое отличие» (6 декабря 1951), «За победу над Германией в Великой Отечественной войне», юбилейной «За доблестный труд в ознаменование 100-летия со дня рождения В. И. Ленина», почетными грамотами.
Скончался 18 сентября 2000 года, похороненные на Боткинском кладбище Ташкента.

## Произведения

#### Сочинение балет
- На заре (Ташкент, 1957)

#### Музыкальные драмы
- Добро пожаловать (совм. с Г. Сабитовым, Ташкент, 1952)
- Неугасаемые огни (совм. с Д. Закировым, Ташкент, 1953)
- Тахир и Зухра (совм. с Г. Сабитовым, мелодии Т. Джалилова, Ташкент, 1953)
- Седая девушка (совм. с Г. Сабитовым, Ташкент, 1954)

#### Для оркестра и струнного оркестра
- 4 симфонии (1941, 1951, 1962, 1966 — симфония-баллада Памяти 14 комиссаров Туркестанской республики)
- Хорезмская сюита (1951)
- сюита Лирические картинки Узбекистана (1954)
- поэма Голодная степь (1954)
- Драматические эскизы (1972), симфония

#### Для оркестра узбекских народных инструментов
- Симфониетта (1947),

#### Сюиты
- На украинские темы (1954)
- Пионерская (1960)
- Гюльдаста, на темы народов Средней Азии (1970)
- Сюита (1972)
- Увертюра на памирские темы (1957)
- Караван (1957)
- Гюльнара (1958)
- Лирическая фантазия на индонезийские темы (1960)
- Поэма о хлопке (1961)

#### Фортепьянный квинтет
- Триптих (1964)

#### Струнный квинтет
- 5 струн. квартетов (1949, 1959, 1961, 1963, 1969)

#### Для фортепьяно
- 7 пьес (1956)
- 6 прелюдий (1959)
- 10 пьес (1959)
- 12 прелюдий (1962)
- 6 прелюдий (1963)
- Детский альбом Акварели (1961) и др.

#### Для скрипки с фортепьяно
- 3 миниатюры (1970)

#### Длякашгарского рубабаи оркестра узбекских народных инструментов
- Концертино (1966)

#### Для баса с оркестром
- Поэма (сл. М. Сынгаевского, 1969);

#### Для драм. сопрано с оркестра
- Концерт для голоса Памяти Р. М. Глиэра (1971)

#### Для сопрано и малого симфонического оркестра
- 5 новеллетт (1966)

#### Для голоса с фортепьяно
- Романсы на слова узбекских поэтов, песни

Также Борис Федорович писал музыку к спектаклям и фильмам (в том числе фильму «Пламенные годы», совместно с Гаем Сабитовым).